# American Society for Psychical Research
Die American Society for Psychical Research (abgekürzt ASPR) ist eine nach dem Vorbild der englischen Society for Psychical Research in London 1885 in Boston gegründete Gesellschaft zur wissenschaftlichen Erforschung parapsychologischer Phänomene. 1889 bis 1905 war sie der Londoner SPR angegliedert. 1906 wurde sie unter der Führung von James Hyslop als eigenständige Gesellschaft neu konstituiert. Die Forschungsergebnisse werden seit 1907 in den Proceedings of the American Society for Psychical Research und im Journal of the American Society for Psychical Research veröffentlicht.
Der Sitz der ASPR ist New York.